# Conophytum
Genre
Classification phylogénétique
Conophytum est un genre de plantes succulentes de la famille des Aizoacées, originaire d'Afrique australe. Leur nom, qui signifie plante en forme de cône, fait référence à leur morphologie très simple : une racine et deux feuilles charnues formant un cône d'où émerge la fleur, à la fin (ou parfois au début) de l'été. Quelques espèces ont une floraison nocturne et parfumée.
Les nouvelles feuilles se forment à l'intérieur des anciennes, dont elles « pompent » littéralement le suc jusqu'à ce qu'il n'en reste qu'une membrane vide. C'est seulement après que cette transformation a eu lieu que l'on peut arroser.

Les paires de feuilles présentent grosso modo trois morphologies différentes :
- une forme sphérique. Ces plantes, dont on compte près de 300 variétés, ont besoin d'humus, d'ombre et de sécheresse pendant leurs deux mois de repos en avril-mai. À ce groupe appartiennent les espèces suivantes : assimile (crème), calculus (jaune), ectypum (rose), meyeri (jaune), minutum (mauve), obconellum (jaune, parfumé), odoratum (rose-rouge, parfumé), ovigerum (jaune), saxetanum (blanc), tischeri (lilas), violaciflorum (violet-rose), waeforme (blanc).
- une forme aplatie, comme les Lithops. Les plantes de ce groupe ont généralement des racines plates et ne doivent pas rester sous verre au soleil. En revanche, elles supportent facilement le grand soleil, à l'air libre. Elles aiment les sols sablonneux un peu humifères. On peut retenir les espèces suivantes : flavum (jaune), gratum (rouge), obcordellum (blanc), parviflorum (blanc), pearsonii (belles fleurs rouges), truncatum (jaune).
- une forme élancée, avec des paires de feuilles allongées et nettement séparées par une fente. La floraison est généralement plus précoce que celle des espèces des deux types précédents, parfois dès les mois de mai-juin. On peut noter les espèces bilobum (jaune), cordatum (jaune), elishae (jaune), ernianum (rose), meyerae (jaune), muscosipapillatum (jaune), teguliflorum (orange).

## Galerie photo

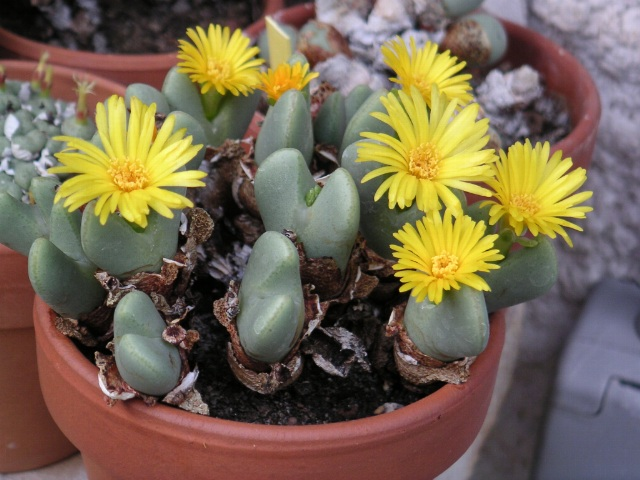
Conophytum ampliatum
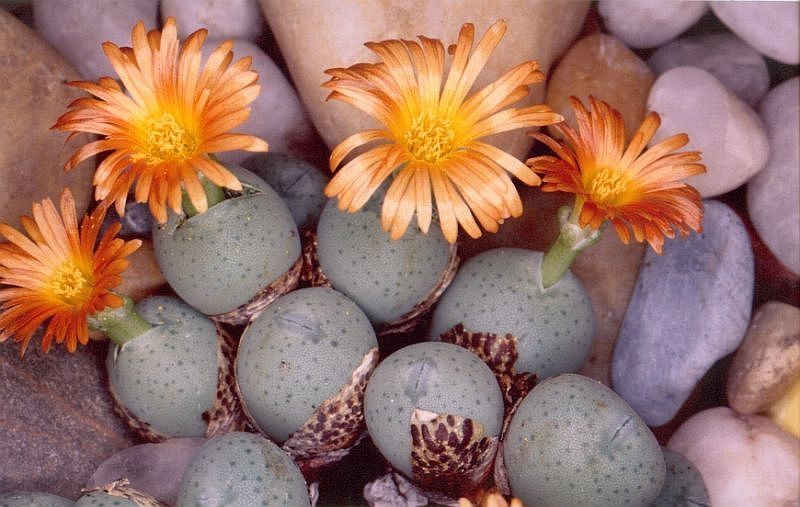
Conophytum auctum
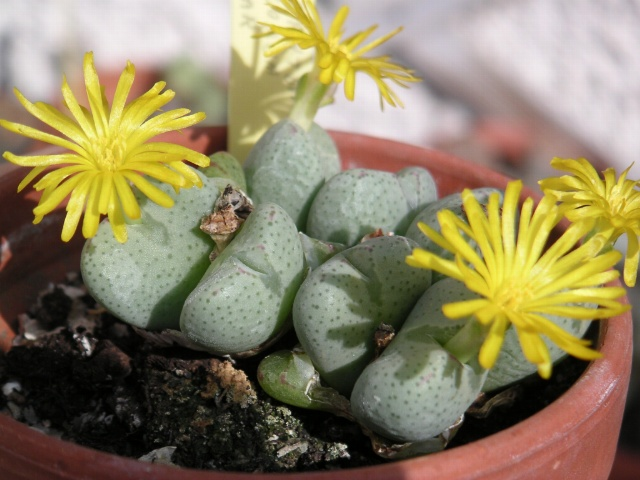
Conophytum bilobum var.
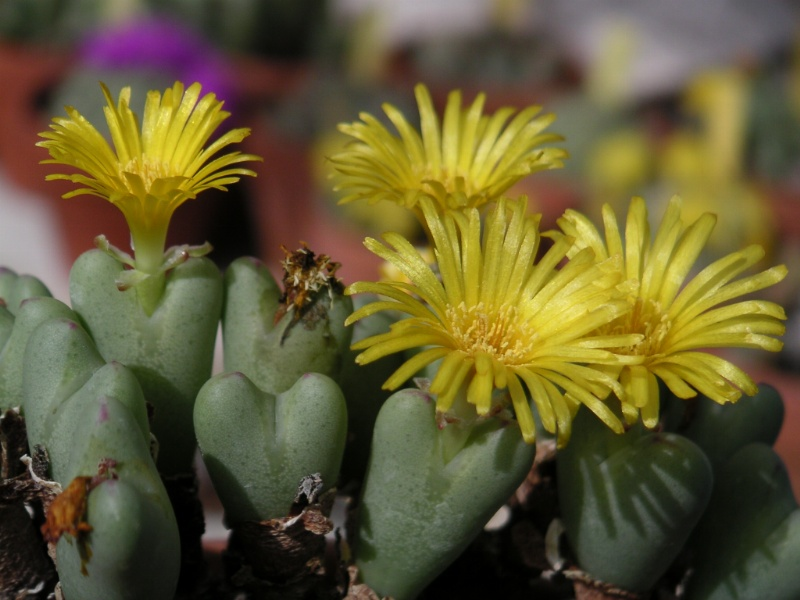
Conophytum brevisetum
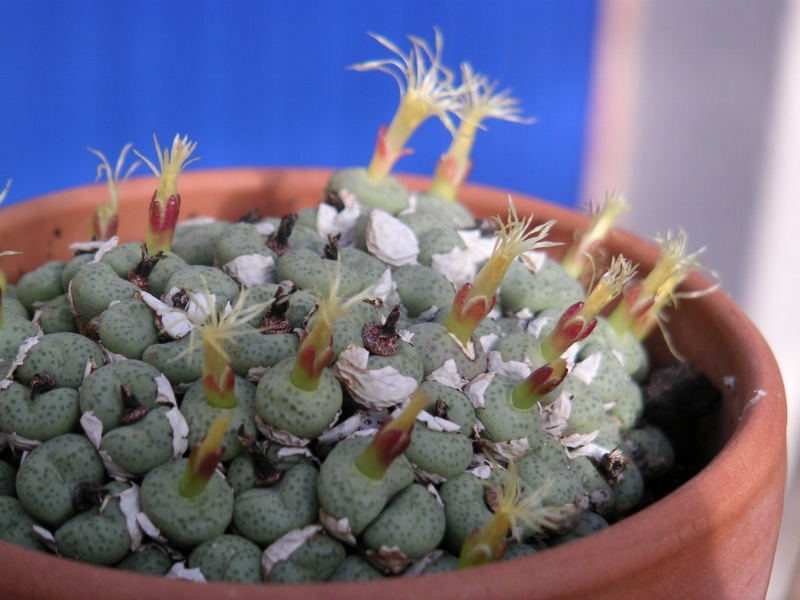
Conophytum calitzdorense
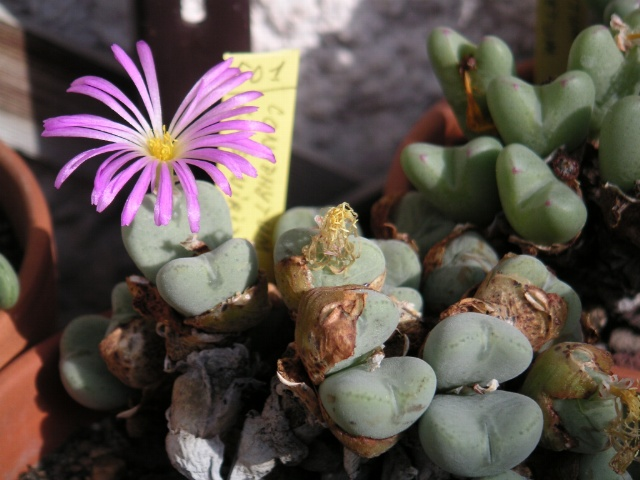
Conophytum cineo-viride
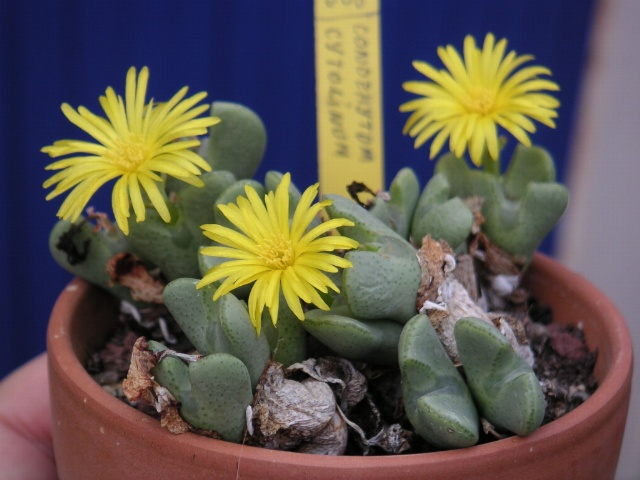
Conophytum cytolinum
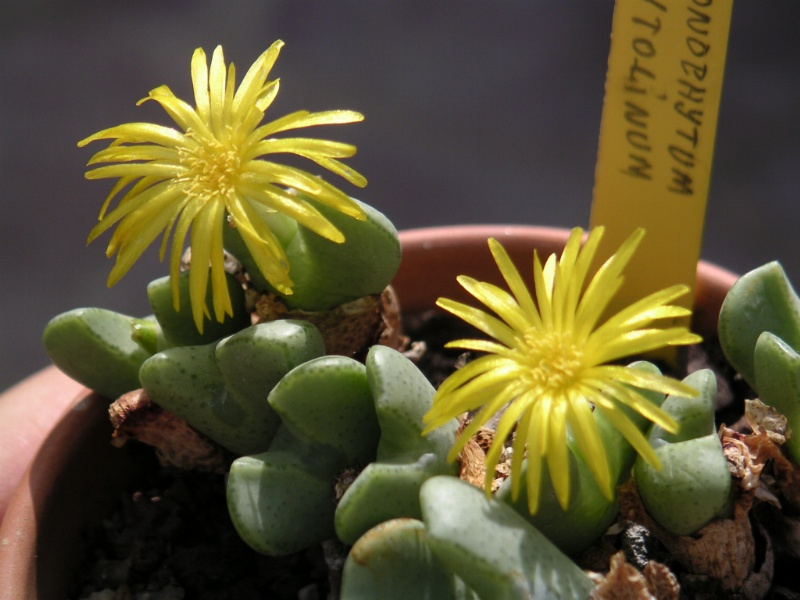
Conophytum cytolinum
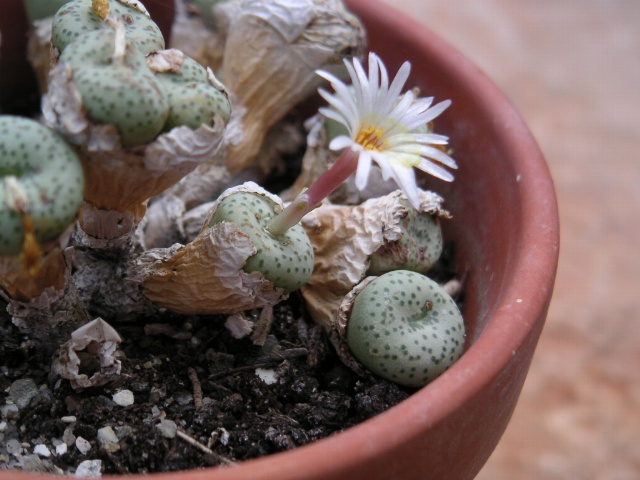
Conophytum fraternum
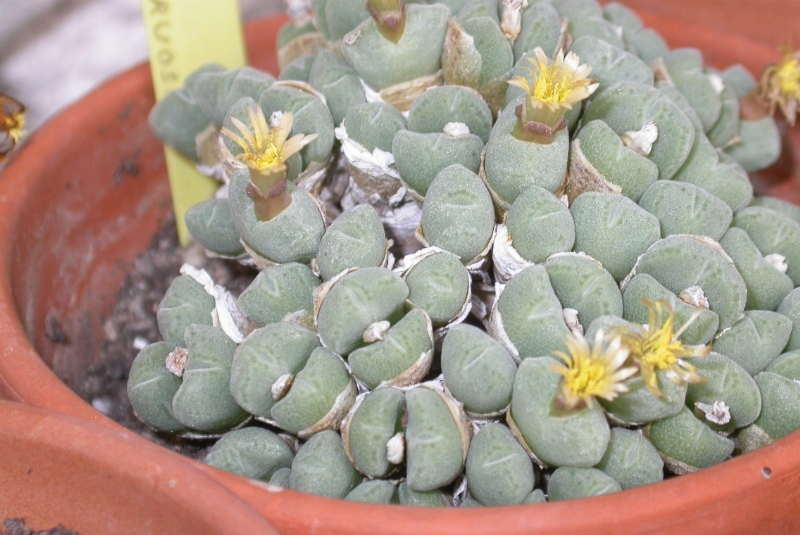
Conophytum hians var monstruosum
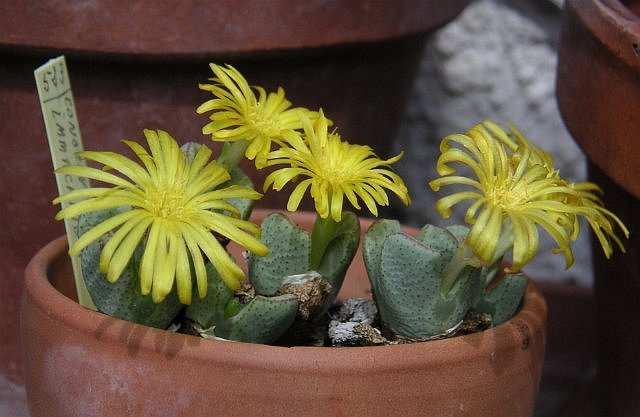
Conophytum immacratum
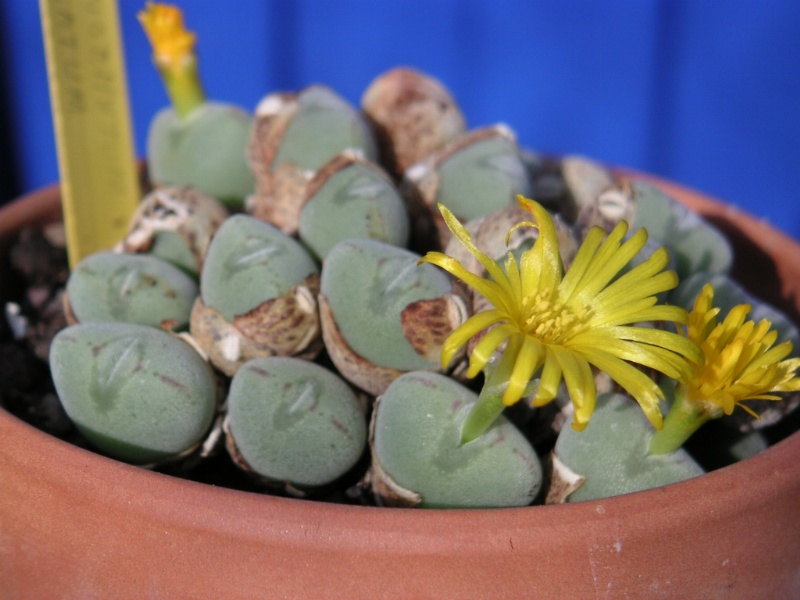
Conophytum latum
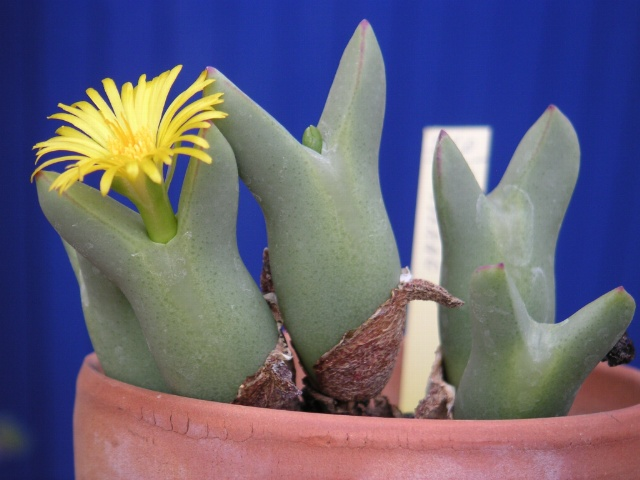
Conophytum meyerae
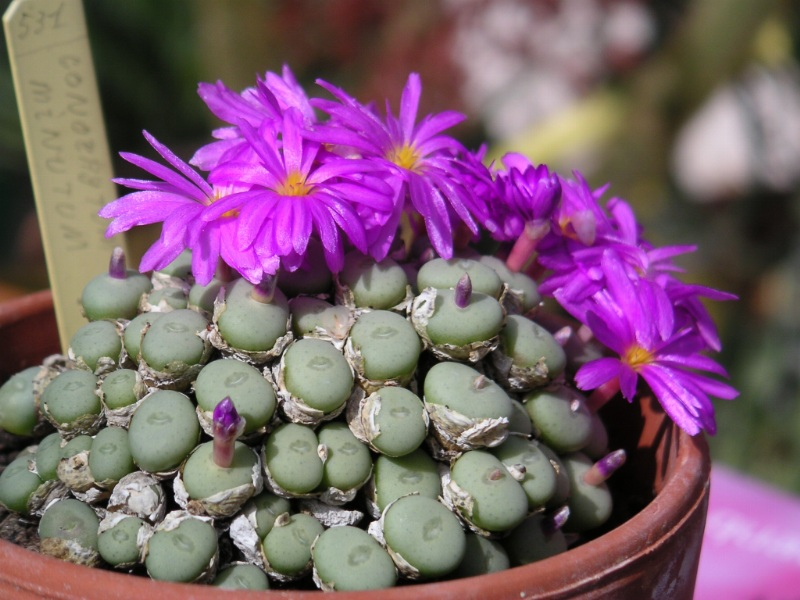
Conophytum minutum
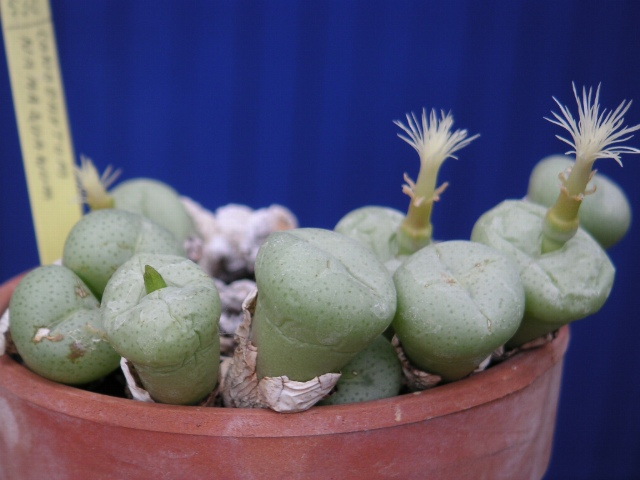
Conophytum namaquanum
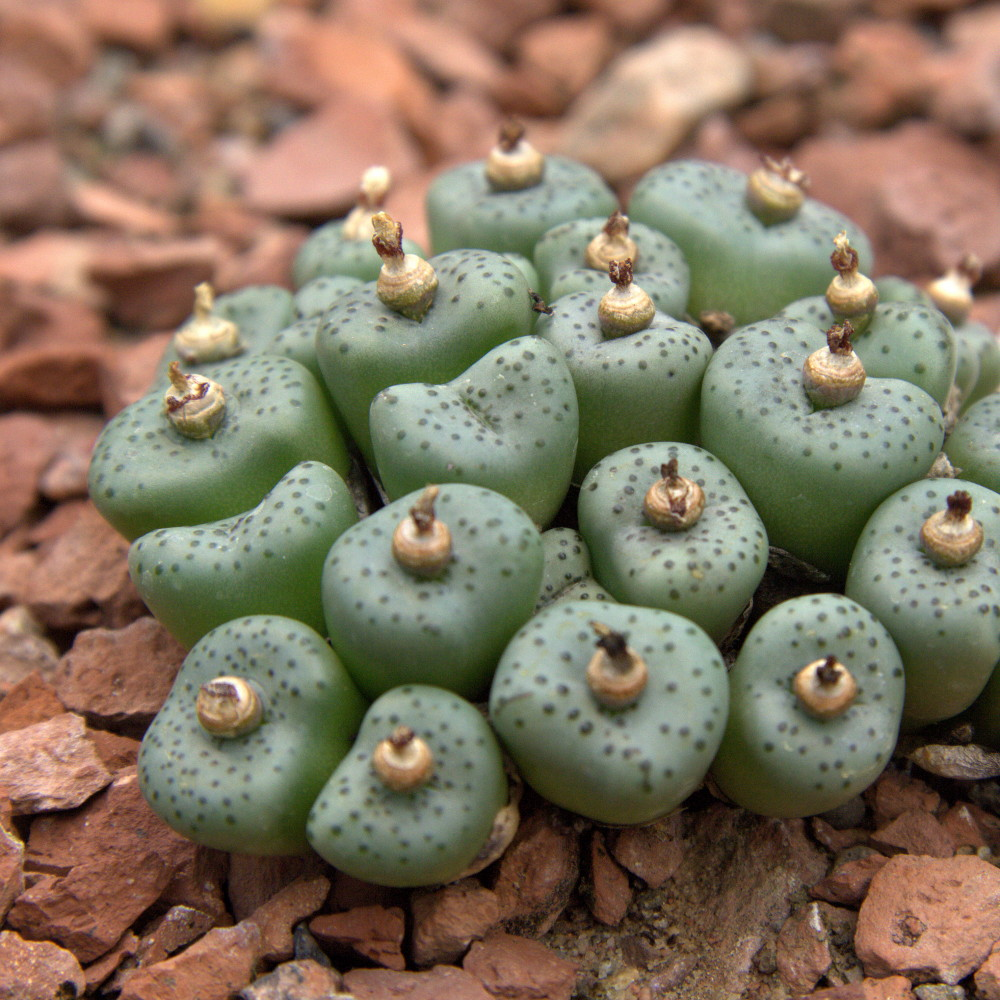
Conophytum obcordellum ssp. stenandrum
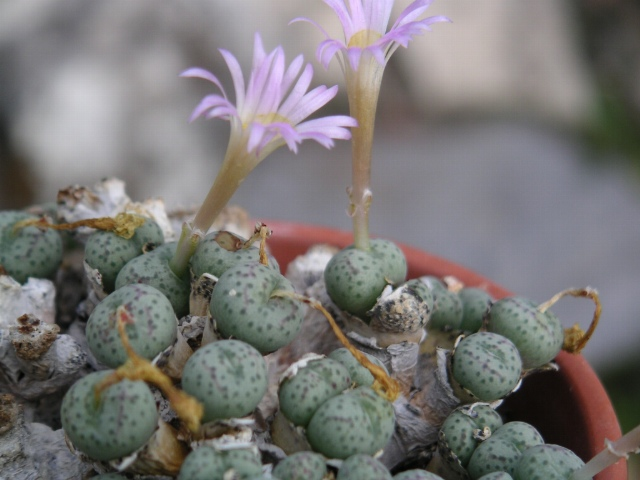
Conophytum orbicum
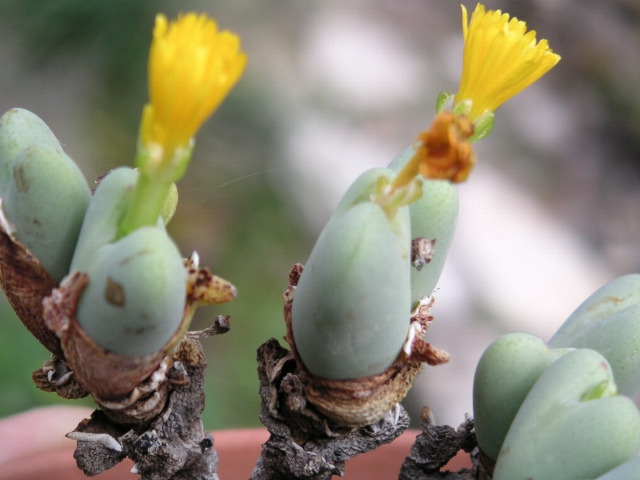
Conophytum oviferum
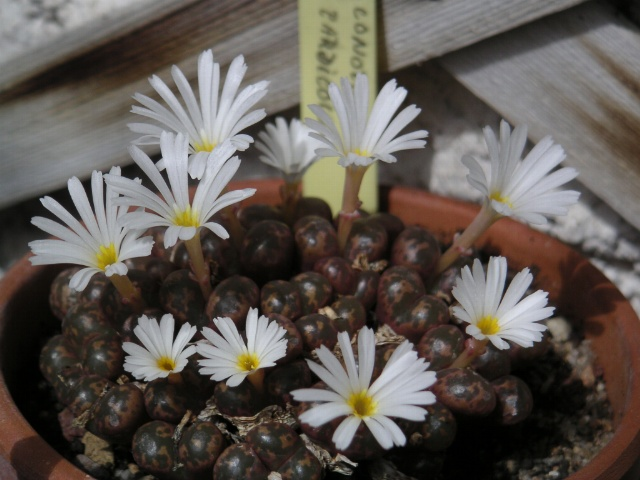
Conophytum pardicolor var.
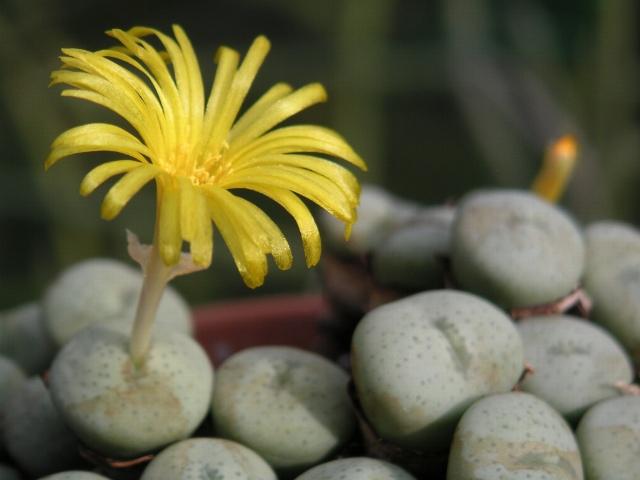
Conophytum picturatum
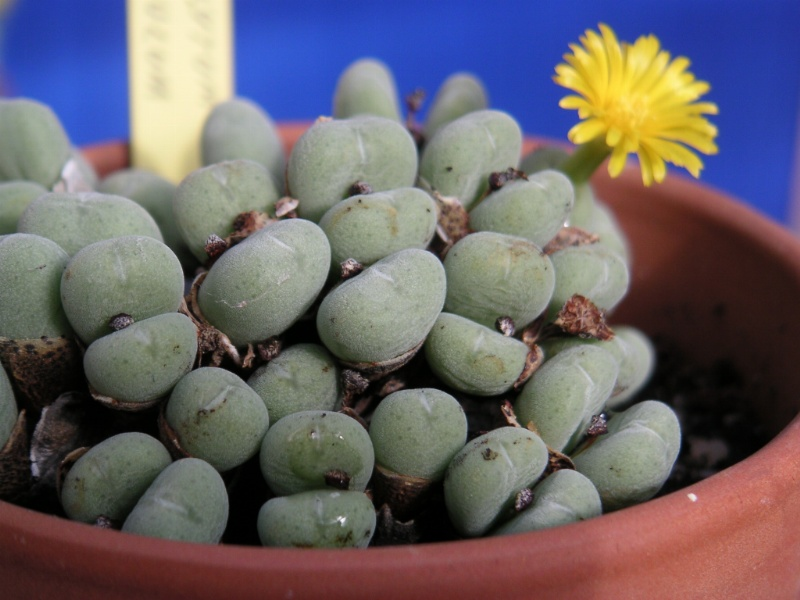
Conophytum puberulum
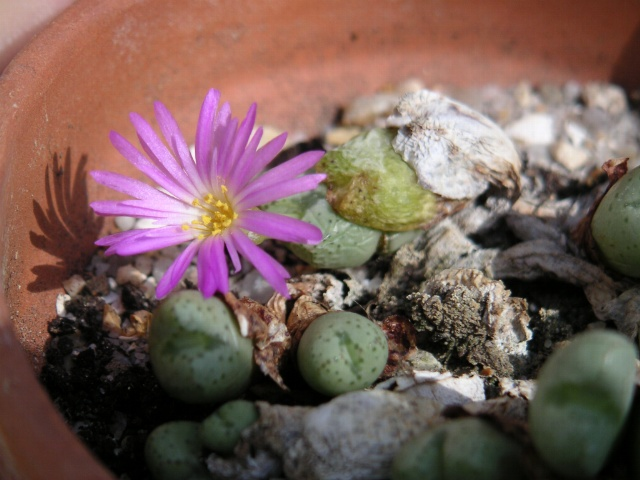
Conophytum ramosum
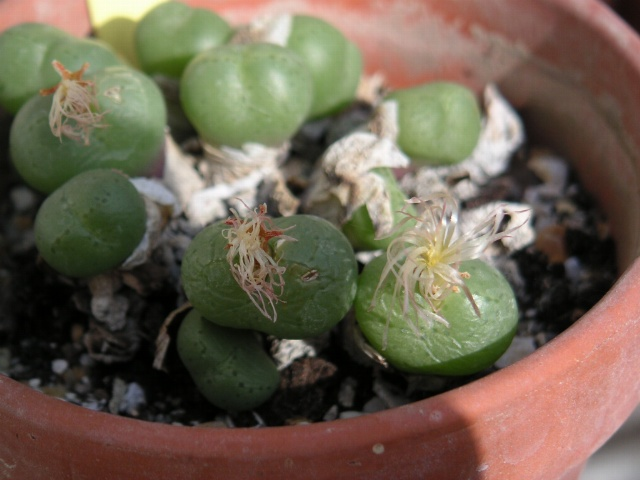
Conophytum rolfii
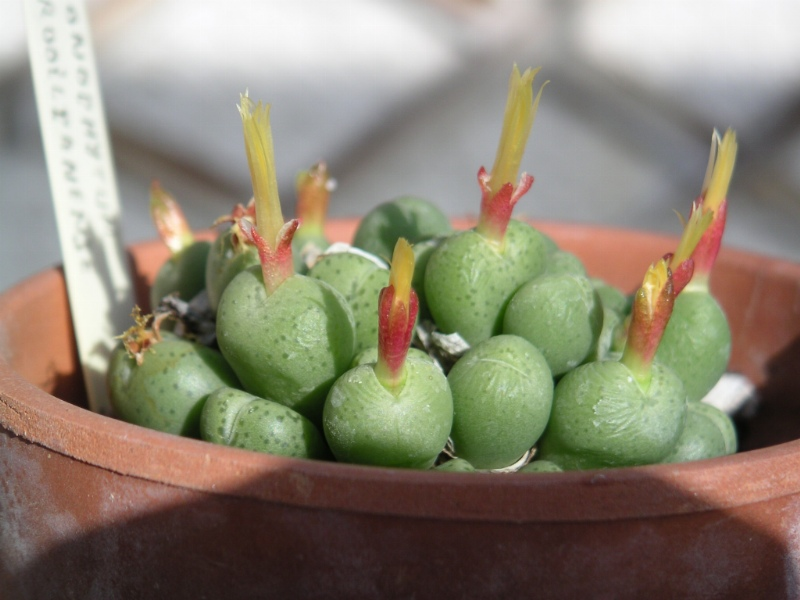
Conophytum rooillanense
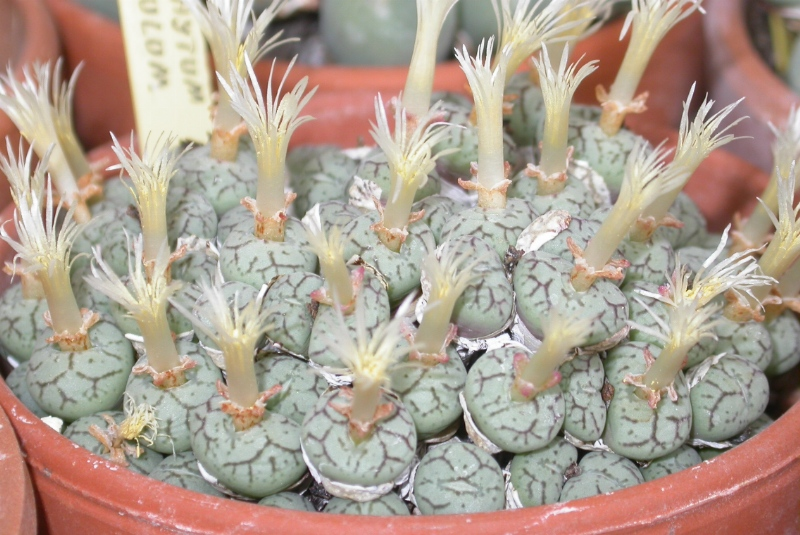
Conophytum scitulum
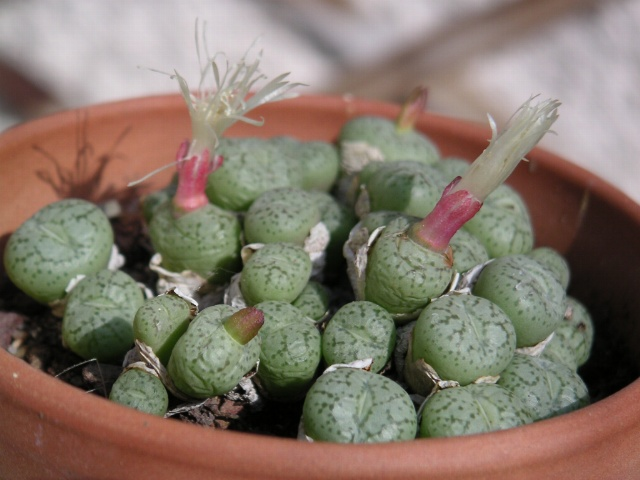
Conophytum seitubum
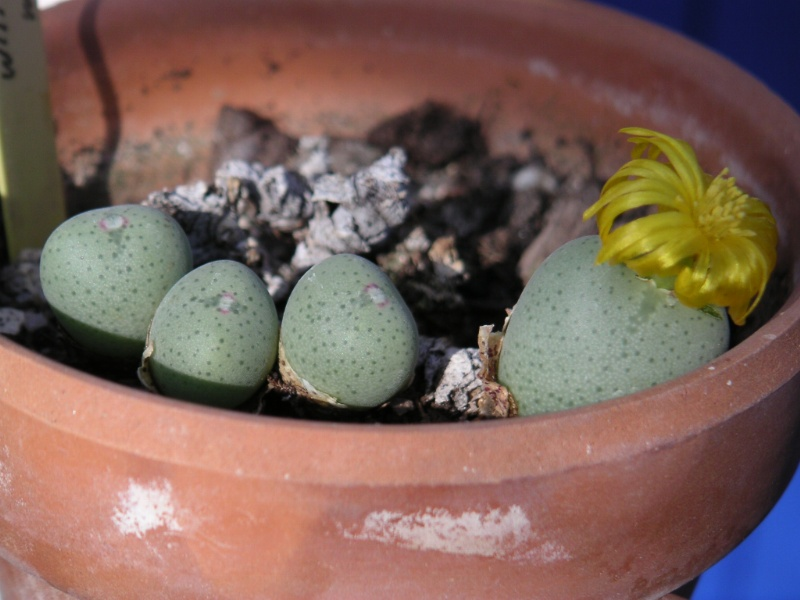
Conophytum semilunulum
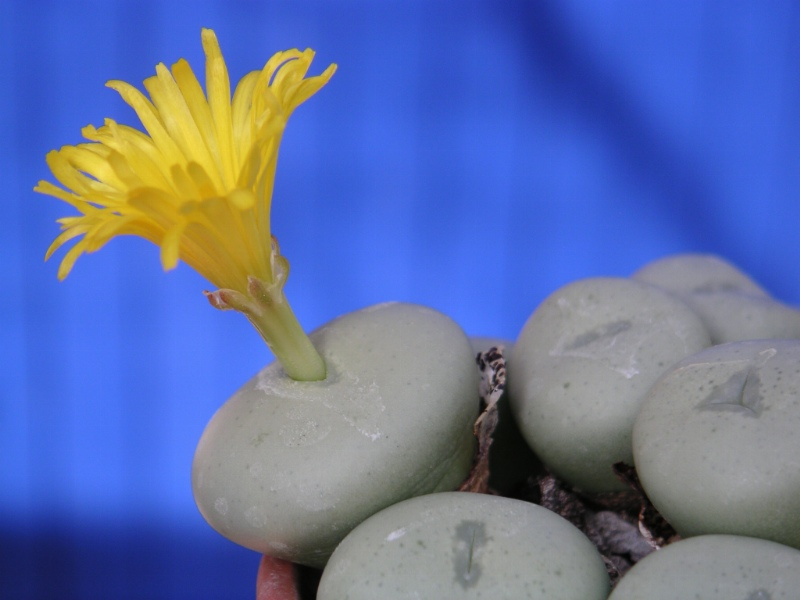
Conophytum sylkpunctatum
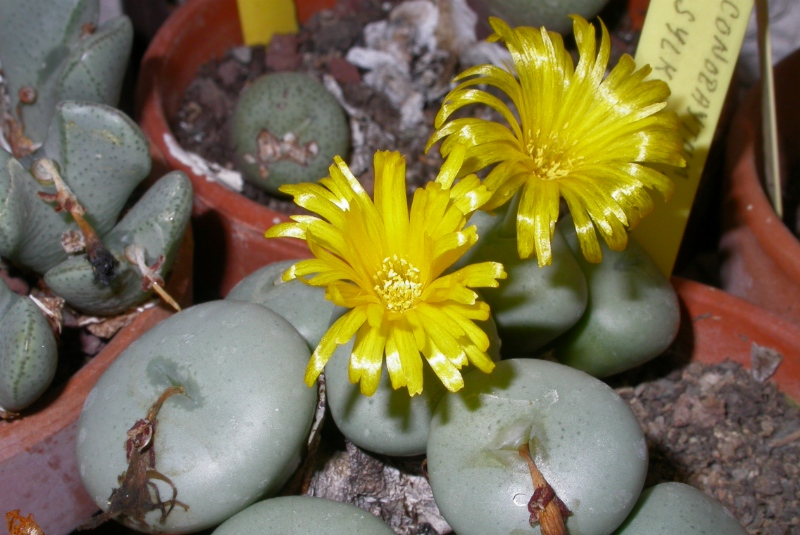
Conophytum sylkpunctatum
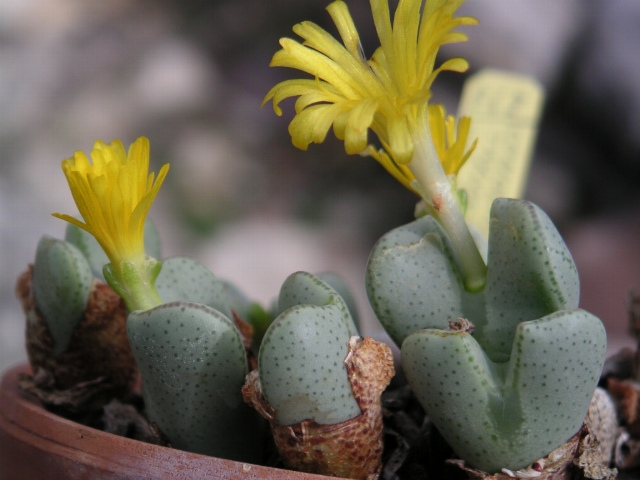
Conophytum taylorianum var. ernianum
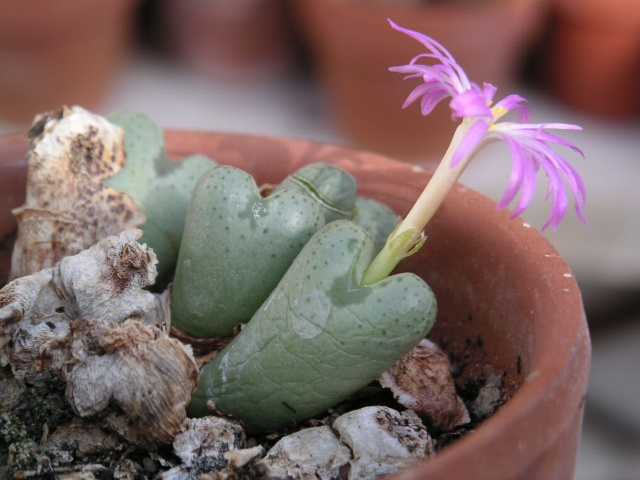
Conophytum wettsteinii
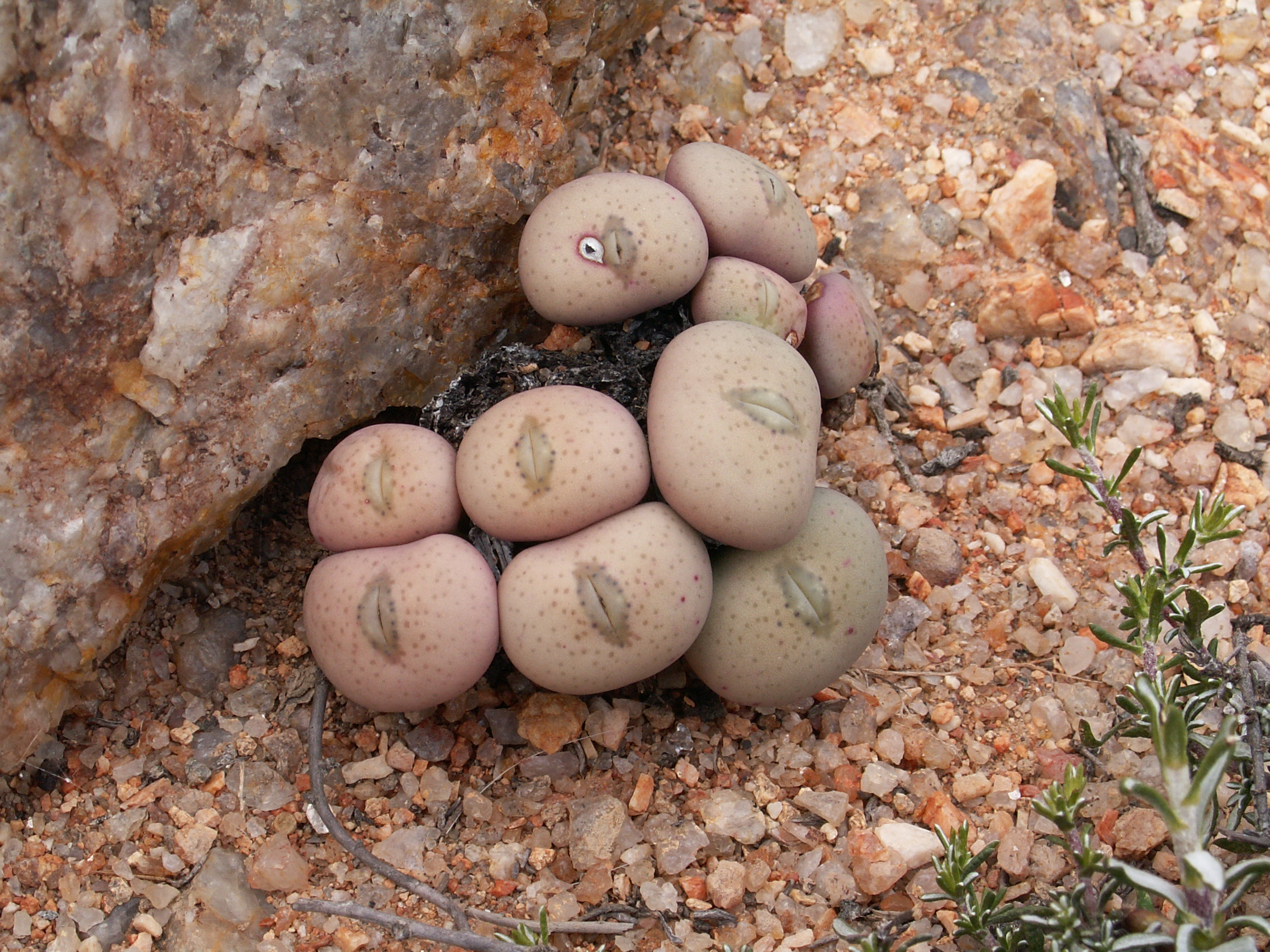
C. wettsteinii Richtersveld